# Juri Alexandrowitsch Bogdanow
Juri Alexandrowitsch Bogdanow (russisch Юрий Александрович Богданов; * 2. Februar 1972 in Moskau) ist ein russischer Pianist und Hochschullehrer.

## Leben
Bogdanows Klavierausbildung begann im Alter von vier Jahren, als er Schüler der Zentralen Musikschule für Kinder am Moskauer Konservatorium in der Klasse Anna Artobolewskajas wurde. Gleichzeitig erhielt er Kompositionsunterricht bei T. N. Rodionowa. Nach dem Abschluss 1990 studierte er am Moskauer Konservatorium. 1992 gewann er den 3. Preis beim Internationalen Johann-Sebastian-Bach-Wettbewerb in Leipzig, 1993 den 2. Preis beim Internationalen Schubert-Wettbewerb Dortmund, und weitere Preise folgten. 1992 erhielt er als Erster in Russland das Skrjabin-Stipendium, nachdem er 1989 im Moskauer Skrjabin-Museum sein erstes Solokonzert gegeben hatte. Nach dem Studienabschluss 1995 studierte er dort weiter als Oberassistent Alexei Nassedkins bis 1997.
Seit 1997 arbeitet Bogdanow als Solist der Moskauer Staatlichen Akademischen Philharmonie und konzertiert weltweit, nimmt weiter an Wettbewerben teil und beteiligt sich an Festivals einschließlich des April-Frühlings in Pjöngjang (2004). Am 19. Februar 2017 spielte er in Halberstadt unter Christian Fitzner Tschaikowskis 1. Klavierkonzert. Daneben ist er Professor am Gnessin-Institut Moskau (benannt nach den Schwestern Gnessin). Er ist Vizepräsident der Artobolewskaja-Stiftung und der russischen Schubert-Gesellschaft.

## Ehrungen
- Verdienter Künstler der Russischen Föderation (2006)
- Ehrenzeichen und Ernennung zum Ritter der Wissenschaften und Künste der Russischen Akademie der Naturwissenschaften (2014)
- Ehrenzeichen der Interparlamentarischen Versammlung der Gemeinschaft Unabhängiger Staaten für Verdienste um die Entwicklung von Kultur und Kunst (2014)